# Маунтін-Гоум (Арканзас)
Маунтін-Гоум (англ. Mountain Home) — місто (англ. city) в США, адміністративний центр округу Бекстер штату Арканзас. Населення — 12 825 осіб (2020). Знаходиться на південній стороні гірського плато Озарк.

## Загальні відомості
Маунтін-Гоум відоме насамперед, як місто для пенсійного та курортного відпочинку. За версією журналу Outdoor Life населений пункт входить в першу двадцятку міст Сполучених Штатів за рівнем організації спортивного відпочинку, лову риби та туристичних маршрутів. За тими ж показниками інший журнал Field and Stream's поставив Маунтін-Гоум на друге місце серед усіх міст США, а журнал для шанувальників гольфу «Big Creek Golf Course» присвоїв йому максимальний рейтинг в п'ять зірок та розташував у першій десятці міст Сполучених Штатів за рівнем організації майданчиків для гри в гольф. У штаті Арканзас Маунтін-Гоум четвертий рік поспіль посідає перше місце серед всіх населених пунктів штату по перерахованих вище критеріям оцінок.

## Історія
Маунтін-Гоум отримало статус міста 1888 року. Населений пункт на місці майбутнього міста був утворений в 1850-і роки навколо території чоловічої та жіночої Академії та спочатку мав назву «Репс-Баррен».
У 2020 році тут заснувалась нова парафія УПЦ США.

## Географія
Маунтін-Гоум розташований на висоті 249 метрів над рівнем моря за координатами 36°20′4″ пн. ш. 92°23′5″ зх. д. / 36.33444° пн. ш. 92.38472° зх. д. (36.334498, -92.384626), на південній стороні гірського плато Озарк. За даними Бюро перепису населення США в 2010 році місто мало площу 30,38 км², уся площа — суходіл.
Маунтін-Гоум розташоване на висоті 249 метрів над рівнем моря В межах 15-20 хвилин їзди від міста доступні три річки: Буффало, Вайт-Рівер та Норт-Фок-Рівер, які разом відомі під загальною назвою «Норфок Тейлуотер».
Поблизу міста розташовані два великих озера: на сході в 15 хвилинах їзди розташоване озеро Норфок, на заході в 20 хвилинах — інше озеро Булл-Шолс.

### Автодороги
Через Маунтін-Гоум і поблизу нього проходять такі автотраси:
- US 62
- US 412
- HA 5
- HA 101
- HA 126
- HA 178
- HA 201

## Демографія
Згідно з переписом 2010 року, у місті мешкало 12 448 осіб у 5877 домогосподарствах у складі 3385 родин. Густота населення становила 410 осіб/км².  Було 6407 помешкань (211/км²). 
Расовий склад населення:
| - 96,6 % — білих - 0,6 % — азіатів - 0,5 % — корінних американців - 0,3 % — чорних або афроамериканців - 0,1 % — вихідців з тихоокеанських островів |

До двох чи більше рас належало 1,5 %. Іспаномовні складали 2,0 % від усіх жителів.
За віковим діапазоном населення розподілялося таким чином: 18,8 % — особи молодші 18 років, 49,0 % — особи у віці 18—64 років, 32,2 % — особи у віці 65 років та старші. Медіана віку мешканця становила 49,0 року. На 100 осіб жіночої статі у місті припадало 82,1 чоловіків;  на 100 жінок у віці від 18 років та старших — 78,0 чоловіків також старших 18 років.
Середній дохід на одне домашнє господарство  становив 48 349 доларів США (медіана — 33 255), а середній дохід на одну сім'ю — 64 937 доларів (медіана — 46 550). Медіана доходів становила 31 868 доларів для чоловіків та 27 922 долари для жінок. За межею бідності перебувало 15,8 % осіб, у тому числі 21,4 % дітей у віці до 18 років та 9,7 % осіб у віці 65 років та старших.
Цивільне працевлаштоване населення становило 4750 осіб. Основні галузі зайнятості: освіта, охорона здоров'я та соціальна допомога — 28,9 %, роздрібна торгівля — 14,8 %, виробництво — 14,8 %.
За даними перепису населення 2005 в Маунтін-Гоум проживало 12 215 осіб, 3151 сім'я, налічувалося 5175 домашніх господарств і 5612 житлових будинків. Середня густота населення становила близько 458 осіб на один квадратний кілометр. Расовий склад Маунтін-Гоум за даними перепису розподілився таким чином: 97,69 % білих, 0,18 % — чорних або афроамериканців, 0,47 % — корінних американців, 0,37 % — азіатів, 0,03 % — вихідців з тихоокеанських островів, 0,99 % — представників змішаних рас, 0,26 % — інших народів. Іспаномовні склали 1,20 % від усіх жителів міста.
З 5175 домашніх господарств в 19,9 % — виховували дітей віком до 18 років, 49,3 % представляли собою подружні пари, які спільно проживали, в 9,6 % сімей жінки проживали без чоловіків, 39,1 % не мали сімей. 36,3 % від загального числа сімей на момент перепису жили самостійно, при цьому 22,8 % склали самотні літні люди у віці 65 років та старше. Середній розмір домашнього господарства склав 2,02 особи, а середній розмір родини — 2,59 людини.
Населення міста за віковим діапазоном за даними перепису 2000 року розподілилося таким чином: 17,7 % — жителі молодше 18 років, 5,9 % — між 18 і 24 роками, 18,8 % — від 25 до 44 років, 21,5 % — від 45 до 64 років і 36,1 % — у віці 65 років та старше. Середній вік мешканця склав 53 роки. На кожні 100 жінок в Маунтін-Гоум припадало 78,2 чоловіків, у віці від 18 років та старше — 74,3 чоловіків також старше 18 років.
Середній дохід на одне домашнє господарство в місті склав 26 869 доларів США, а середній дохід на одну сім'ю — 34 895 доларів. При цьому чоловіки мали середній дохід в 26 800 доларів США на рік проти 19 702 долара середньорічного доходу у жінок. Дохід на душу населення в місті склав 16 789 доларів на рік. 7,5 % від усього числа сімей в окрузі і 10,6 % від усієї чисельності населення перебувало на момент перепису населення за межею бідності, при це 14,6 % з них були молодші 18 років і 7,1 % — у віці 65 років та старше.

## Відомі уродженці та жителі

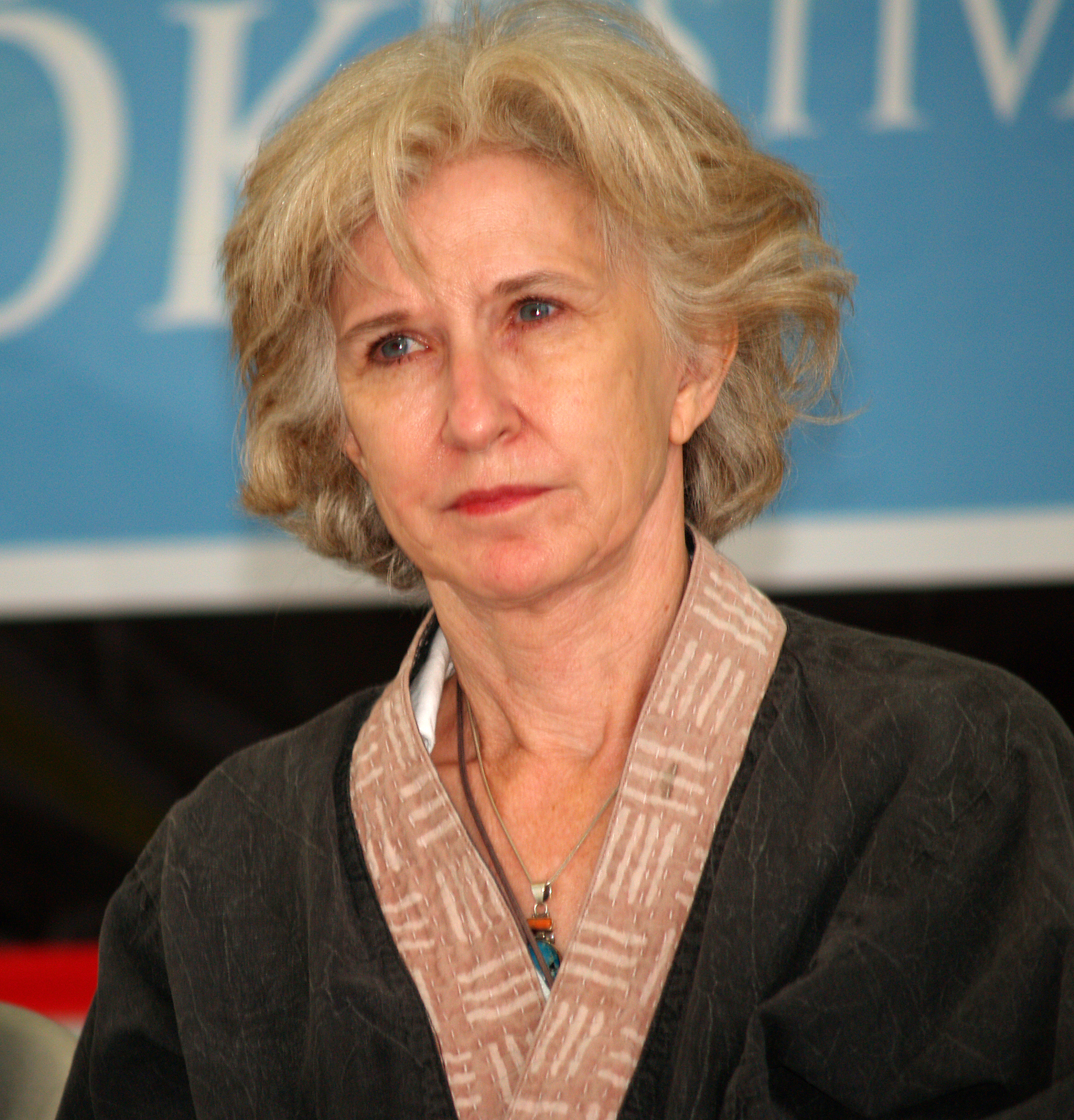
Керолін Райт — американська поетеса

- Ентре Річарс — контр-адмірал, ветеран Другої світової війни. Нагороджений Медаллю Пошани США;
- Веслі Бентлі — кіноактор;
- Річард Кнаак — американський письменник-фантаст;
- Рой Стоун — генерал Громадянської війни в США;
- Керолін Райт — американська поетеса;